# Réguiny
Réguiny (tiếng Breton: Regini) là một xã ở tỉnh Morbihan trong vùng Bretagne tây bắc Pháp. Xã này có diện tích 27,92 km², dân số năm 1999 là 1530 người. Khu vực này có độ cao từ 61-129 mét trên mực nước biển.
Cư dân của Réguiny danh xưng trong tiếng Pháp là Réguinois.